# Спорт у Јапану
Спорт у Јапану је значајан део јапанске културе. И традиционални спортови као што су сумо и борилачке вештине, као и западни спортови попут фудбала, бејзбола и асоцијације, популарни су и код учесника и код гледалаца.
Сумо рвање сматра се јапанским националним спортом. Кошарка је у земљу представљена тако што су у 19. веку Јапан посетили Американци. Nippon Yakyū Kikō лига је највеће јапанско професионално спортско такмичење у погледу телевизијских гледаности и гледалаца. Борилачке вештине попут џудоа, каратеа и модерног кендоа такође се увелико практикују и уживају многи гледаоци у земљи. Фудбал је стекао велику популарност од оснивања Јапанске професионалне фудбалске лиге 1992. године. Остали популарни спортови укључују клизање, рагби савез, голф и трке, посебно ауто трке. Неки нови спортови изумљени су променом елемената увезених спортова.

## Историја
Сумо показује важну страну традиционалног јапанског спорта, религиозну прилику и спортски догађај. Многи сумо ритуали уско су повезани са шинтоизмом. Сматра се да су неки древни сумо мечеви били чисто религиозни догађаји са унапред одређеним исходима као приношење жртве ками, а неки мечеви су сматрани прорицањем - нпр. ако се добро вољени рибар такмичио и победио, за годину је предвиђен добар улов.
Период Камакуре био је полазна основа за многе борилачке вештине. Кјудо је постао популаран као киујутсу, буквално вештина лука, као забава за самурајску класу. Јабусаме (стреличарство на коњу) је такође почео да се формира спорт као у овом периоду, али сада се сматра светом церемонијом. Јапан се сматра веома спортском земљом и чак се прилагодио америчким спортовима, попут бејзболу и фудбалу.
У периоду Едо, спорт је постао популаран начин да се проведе слободно време. Једини проблем је био што их је често пратило коцкање. Обавештење о кажњавању играња и клађења на сумо рвање без одобрења више пута је објављено са малим учинком. Кјудо су охрабривали шогун и даимјо као забаву, а одржавана су и такмичења као и покушаји снимања записа. Дана 26. априла 1686. године, самурај по имену Васа Даихакиро, који се такмичио у Тошији (врста стреличарства), направио је ненадмашан рекорд испаљивања од 13.053 стреле и погодио центар 8.133 пута током периода од 24 сата. Ово је још упечатљивије ако се узме у обзир стрелиште овог покушаја, ходник дугачак 120 метара са плафоном од само 2,2 метра. На Олимпијским играма стреличари пуцају са удаљености од само 70 метара. Борилачке вештине попут џијуџицу биле су популарне, али школе су избегавале међушколска такмичења, остављајући простор само за интрамуралне мечеве.
После Меиџи обнове, у Јапан су уведене разне врсте западних спортова. Бављење спортом прихваћено је као школска активност и утакмице између универзитета постале су популарне. Током 1870-их уведене су тркачке стазе, бејзбол, фудбал, рагби савез, крикет и клизање на леду. 1911. године, Аустријанац је јапанској војсци дао инструкцију скијања. У то доба је западне спортове играло неколико људи, али кроз образовни систем су се проширили на читаву земљу. Западни спортови су у почетку били наглашени као облик менталне дисциплине, али сада су их Јапанци уживали као рекреативне активности. Професионални бављење спортом започео је касних 1920-их, али упорне гласине о миту и општи став да спорт треба бити као хоби. Све након Другог светског рата, када је емитовање спортских догађаја на радију и телевизији постао уобичајен, утакмице између школа привлачиле су већу гужву. Манга са причама са спортском тематиком (колоквијално названим спокон) такође је играла улогу у привлачењу читалаца у релативно мање популарне спортове, попут одбојке ((Attack No. 1, Haikyū!!), фудбала (Captain Tsubasa, The Knight in the Area), кошарку (Slam Dunk, Kuroko's Basketball) или амерички фудбал (Eyeshield 21), мада постоје и приче које се фокусирају на популарније спортове попут бејзбола (Star of the Giants, Touch).
Било је и мањих спортова попут стоног тениса и мачевања. Они нису национални спорт, али су такође благо популарни. Бејзбол и професионално рвање били су основни део ране телевизије, а бокс и сумо су се периодично емитовали. У почетку се на спортске игре уживо гледали сумњичаво јер се веровало да ће навијачи радије остати код куће ако могу гледати бесплатно. Но, како је заправо повећао интересовање и продавао више робе, емитовање спорта на телевизији постало је популарно.
Џудо је препознат као званичан догађај на Олимпијским играма од Летњих олимпијских игара у Токију 1964. године. То је такође један од четири главна облика аматерског такмичарског рвања које се данас практикује на међународном нивоу. Трке Кеирин су такође постале олимпијске игре од Летњих олимпијских игара 2000. године у Сиднеју.
Мотоспорт је постао прилично популаран у Јапану, посебно током друге трећине 20. века. Јапански произвођачи аутомобила користе релативно нови облик мото спорта, који је изразито јапански и који се сада извози у иностранство.
Године 2021. Јапан ће бити домаћин Олимпијаде у Токију 2020. године, због кашњења због пандемије КОВИД-а 19.

## Популарни спортови
Најпопуларнији професионални спортови у Јапану су бејзбол, фудбалски савез, голф, тенис и сумо рвање. Треба имати на уму да већина вежбача борилачких вештина није професионална, али је практикују аматери.  
| Омиљени спортови становништва       | 2005  | 2011  | 2013  | 2016  | 2017   |
| ----------------------------------- | ----- | ----- | ----- | ----- | ------ |
| Бејзбол ([Нипон професионална лига) | 51.7% | 45.1% | 48.4% | 42.8% | 45.2%  |
| Сумо рвање                          | 17.1% | 15.1% | 15.8% | 21.8% | 27.3％ |
| Фудбал (Јапанска лига 1)            | 22.8% | 28.9% | 36.0% | 26.2% | 25.0％ |
| Тенис (Јапански турнир)             | /     | /     | /     | 20.6% | 21.7％ |
| Без интересовања за спорт           | 24.4% | 22.0% | 18.9% | 24.0% | 18.2％ |
| Голф (Голфска асоцијација Јапана)   | 16.9% | 19.9% | 16.0% | 13.4% | 13.7%  |
| Бокс                                | 7.8%  | 7.7%  | 7.8%  | 9.8%  | 9.2%   |
| Кошарка (B лига)                    | /     | /     | /     | /     | 6.0％  |
| Мото трке                           | 6.2%  | 7.7%  | 7.0%  | 7.0%  | 5.2％  |
| Пуроресу                            | 4.2%  | 3.1%  | 3.5%  | 4.7%  | 3.8%   |
| Друго                               | 8.0%  | 5.7%  | 7.8%  | 3.7%  | 7.8%   |
| Амерички фудбал                     | /     | /     | /     | /     | /      |
| Футсал                              | /     | /     | /     | /     | /      |

## Школе и спорт
Постоје могућности за бављење разним спортовима за све узрасте, а школа игра важну улогу у заједници. Полазници вртића и нижих разреда основне школе могу тренирати у приватном спортском клубу којем се могу придружити за умерену накнаду. Већина борилачких вештина може се започети тек са 5 до 6 година. Када ученик крене у 5. разред, школа нуди бесплатне активности након наставе. Средње школе такође подстичу своје ученике да се придруже школским спортским клубовима.
Свака зима и лето се одржавају такмичења и турнири на префектурном и националном нивоу за све спортове. Неки од турнира, као што је Државно првенство у средњој школи у бејзболу, имају омиљени ниво популарности међу децом.

## Међународна такмичења
Други понедељак октобра је национални празник Јапана, Дан здравља и спорта. Овим датумом, првобитно 10. октобра, обележава се дан отварања Летњих олимпијских игара 1964. године у Токију. Догађај је документовао филмски режисер, Кон Ичикава. Јапан је био домаћин многих међународних такмичења, укључујући зимске олимпијске игре 1972. године у Сапороу, зимске олимпијске игре 1998. године у Нагану, светски куп 2002 ФИФА и светску бејзбол класику 2006 и 2009. Токио ће бити домаћин летњих Олимпијских игара 2020. године које су померене за 2021. годину. 
Царевина Јапан је такође била домаћин Светског првенства у рагбију 2019. године.
Клизање такође има велики комерцијални успех у Јапану, а такмичења за телевизију емитују се широм земље. Поред земаља као што су Сједињене Државе, Канада и Русија, Јапан се сматра водећом земљом у овом спорту.

## Индивидуални спорт
Рвање Сумо је национални спорт у Јапану. Сматра се да рвање Сумо потиче из Јапана, а његово управљачко тело је Јапан Сумо Асоцијација. Сматра се гендајским будемом, који се односи на модерну јапанску борилачку вештину, али спорт има историју дугу више векова. Многе древне традиције су сачуване у сумо-у, а и данас спорт укључује многе ритуалне елементе из шинтоизма.
Живот рвача изузетно је регулисан, а правила регулише Јапанско удружење за сумо. Већина рвача сумоа мора живети у заједничким комунама за сумо тренинг, на јапанском познатим као хеиа, где сви аспекти њиховог свакодневног живота - од оброка до начина одевања - диктирају строга традиција.
Историја бокса у Јапану почела је 1854. године када је Метју Пери слетио у Шимоду, регион Шизука, убрзо након Конвенције из Канагаве. У то време су амерички морнари често учествовали у спаринг мечевима на својим бродовима са шакама умотаним у танку кожу. Био је то први пример бокса пренет у Јапан. Поред тога, шогунат Токугава је позвао рвача који је био рангиран по имену Цунекичи Којианаги (小柳 常 吉) и који му је наређен да се бори са боксером и рвачем из Сједињених Држава. Била су три борбена меча, користећи различите стилове борилачких вештина, пред Перијем и другим гледаоцима. Којианаги је наводно победио.
У Јапану, сваки професионални боксер мора уговорити са менаџером према правилима Јабонске боксерске комисије (ЈБЦ) и мора да припада боксерској теретани која има ексклузивна управљачка права за боксере као члана сваког регионалног помоћног тела Јапана и све је то под пратњом професионалног боксерског удружења који ради према јапанском конвенционалном систему. Два професионална боксера која припадају истој теретани нису смела да се боре једни против других, осим ако један од њих не пређе у другу теретану, јер то може пореметити систем. Међутим, боксери су често прилично тешки за трансфер између теретана због питања о трансферним таксама, накнадама за утакмице и тако даље.
Јапанско професионално рвање, познато као пуроресу, у почетку се развило из америчког стила, али је еволуирало у свој јединствени облик. Иако је сличан америчком "колеги" по томе што су исходи мечева унапред одређени, његова психологија и презентација значајно су различити. Утакмице у Јапану третирају се као легитимне борбе, са причама заснованим на духу борбе и упорности. Такође, будући да многи јапански рвачи имају легитимно знање у једној или више дисциплина борилачких вештина, пуни напади су уобичајени.
У сезони 2009–10. сва четири клизача појединачних светских шампиона била су из Јапана. Манифестације са уметничким клизањем у Јапану су добро посећене, а ТВ емисије привлаче велику публику. Највећи пораст његове популарности догодио се углавном у протеклој деценији успехом клизача, али у земљи су постојали страствени фанови међународних клизача. Познато је да је клизачица Дороти Хамлл добила бисере од јапанске краљевске породице 1970-их. Клизачи у Јапану такође уживају у неком нивоу славних - неки попут Мао Асада и Иузуру Ханиу (први јапански мушки клизач који је освојио златну олимпијску медаљу) стичући велика спонзорства. У Јапану се сваке године у Јапану одржава Гранд При у клизању. 

## Популарни тимски спортови
Бејзбол је историјски најпопуларнији спорт у Јапану. У Јапан га је увео 1872. године Хорас Вилсон, који предаје у школи Каисеи у Токију. Прва бејзбол репрезентација звала се Атлетски клуб Шимбаши и основана је 1878. године. Бејзбол је од тада био популаран спорт. На јапанском се зове 野球 (や き ゅ う; иакиу), комбинујући знакове за поље и лоптицу.
Хироши Хираока, који је у Сједињеним Државама проучавао инжењерство, представио је игру својим колегама на јапанским државним железницама 1878. Он и његови сарадници створили су први бејзбол тим, Атлетски клуб Шимбаши, и доминирали у другим тимовима који су побегли горе у Јапану. Међутим, тек од 1896. године, када је тим из Иликоа, елитног припремног клуба Универзитета у Токију, поразио тим из Јокохама Коунтри & Атлетик Клуб те је спорт преузео доминантно место у јапанској популарној култури. Меч је био прва забележена међународна бејзбол утакмица у Азији. Након те победе, неколико других универзитета у Јапану усвојило је спорт, који се брзо проширио по Јапану. Од тада, тимови из Јапана путују како би научили од својих америчких колега. Универзитет Васеда био је један од првих тимова који су прешли океан да би побољшали своје вештине. Године 1905. тим је отпутовао у Сједињене Државе, где су игралe колеџ екипе из целе земље. И други универзитети у Јапану су направили слична путовања, а амерички тимови су путовали у Јапан да играју.
Године 1913. до 1922. америчке МЛБ звезде посетиле су Јапан и играле против универзитетских тимова. Држали су и предавања о техници. Херб Хантер, пензионисани играч главне лиге, направио је осам путовања у Јапан, од 1922. до 1932. године, како би организовао тренинге и предавања везана за игре и тренирање.
Бејзбол се такође игра у јапанским млађим и средњим школама. Сваке године у марту и августу се на стадиону Кошиен одржавају два турнира за старије средњошколске екипе које освоје турнир у префектури.
У Јапану, средњошколски бејзбол (高校 野球: коко јакиу) углавном се односи на два годишња бејзбол турнира, која се играју средњим школама широм земље, а кулминирале су финалним обрачуном на стадиону Ханшин Кошиен у граду Нишиномија у Јапану. 
Ови национални турнири уживају широку популарност, вероватно једнаку или већу од професионалног бејзбола. Квалификациони турнири се често емитују на локалној разини, а свака утакмица завршне фазе у Кишиену преноси се на националној телевизији на НХК-у. Турнири су постали национална традиција, а велики број разјарених ученика и родитеља путује из родних градова како би навијао за свој локални тим. Уобичајено је видети играче како у сузама излазе са терена након што су изгубљени са турнира.
Фудбал је један од најпопуларнијих спортова у Јапану. Јапански фудбалски савез (ЈФА) је управно тело јапанског фудбала. ЈФА организује мушке, женске и футсал репрезентације.
Асоцијацију фудбал у Јапан је увео током Меији периода О-иатои гаикокујин, страни саветници које је ангажовала јапанска влада, заједно са многим другим страним спортовима, попут бејзбола. Првим јапанским фудбалским клубом сматра се Токио Шукиу-дан, основан 1917. године, који се сада такмичи у аматерској лиги Токио Префецтуре.
Током 1920-их организовани су фудбалски савези и почели су регионални турнири на универзитетима и средњим школама, посебно у Токију. Тридесетих година 20. века, јапанска фудбалска репрезентација организована је са 3:3 са Кином која је освојила своју прву титулу на играма првенства Далеког истока. Јапанска репрезентација такмичила се и на Олимпијским играма у Берлину 1936. године, тим је имао прву победу у олимпијској игри резултатом 3:2 над Шведском.
Јапанска фудбалска репрезентација врло је успешна на међународном нивоу, а такмичила се у ФИФА светским куповима 1998, 2002, 2006, 2010, 2014 и 2018. Њихов најбољи резултат био је 2. коло у 2002., 2010. и 2018. Јапанска репрезентација се такмичила и на шест АФЦ азијских купа, а тим су били шампиони 1992, 2000, 2004 и 2011 АФЦ азијски куп. Највиши ранг тима био је 9. на свету у фебруару 1998. године. Јапан се такмичио у многим другим фудбалским такмичењима, укључујући Куп конфедерација, фудбалско првенство Источне Азије и Копа Америца.
Посебно од настанка Jуте Табусе и Такуиа Кавамура, кошарка је недавно оживела и постала популарни спорт у Јапану. Јапанска репрезентативна кошарка два пута је освајала ФИБА Азијско првенство и квалификовала се на том догађају 25 од 26 пута. Јапан је био домаћин светског првенства ФИБА 2006. године које се играло у градовима домаћинима Хамаматсу, Хироšима, Саитама, Сапоро и Сендаи, а 9. децембра 2017. Јапан је проглашен као суорганизатор ФИБА-иног светског првенства у кошарци 2023. године са Филипинима и Индонезијом. Mечеви ће бити у граду домаћину Окинава Ситију.
Главна кошаркашка лига у земљи је B лига. 
Рагби је умерено популаран спорт у Јапану. Јапански рагби савез, који контролише Јапанска фудбалска унија у рагбију, био је на сваком Светском купу у рагбију од 1987. Земља је била домаћин Светског купа у рагбију 2019. године, где су се први пут пласирали у четвртфинале. Прва победа Јапана на Светском купу у рагбију била је против Зимбабвеа 1991. године, што је уједно и једна од првих победа националног тима. Такође су изазвали значајне проблеме противницима у Светском купу 2015., победивши двоструког првака Јужну Африку и Светски куп 2019., победивши другопласирану на свету Ирску 19-12. Јапански рагби тим играо је на међународним турнирима од 1930-их.